# Heteronotus glandifera
Heteronotus glandifera är en insektsart som beskrevs av René-Primevère Lesson. Heteronotus glandifera ingår i släktet Heteronotus och familjen hornstritar. Inga underarter finns listade i Catalogue of Life.